# Fil-à-fil

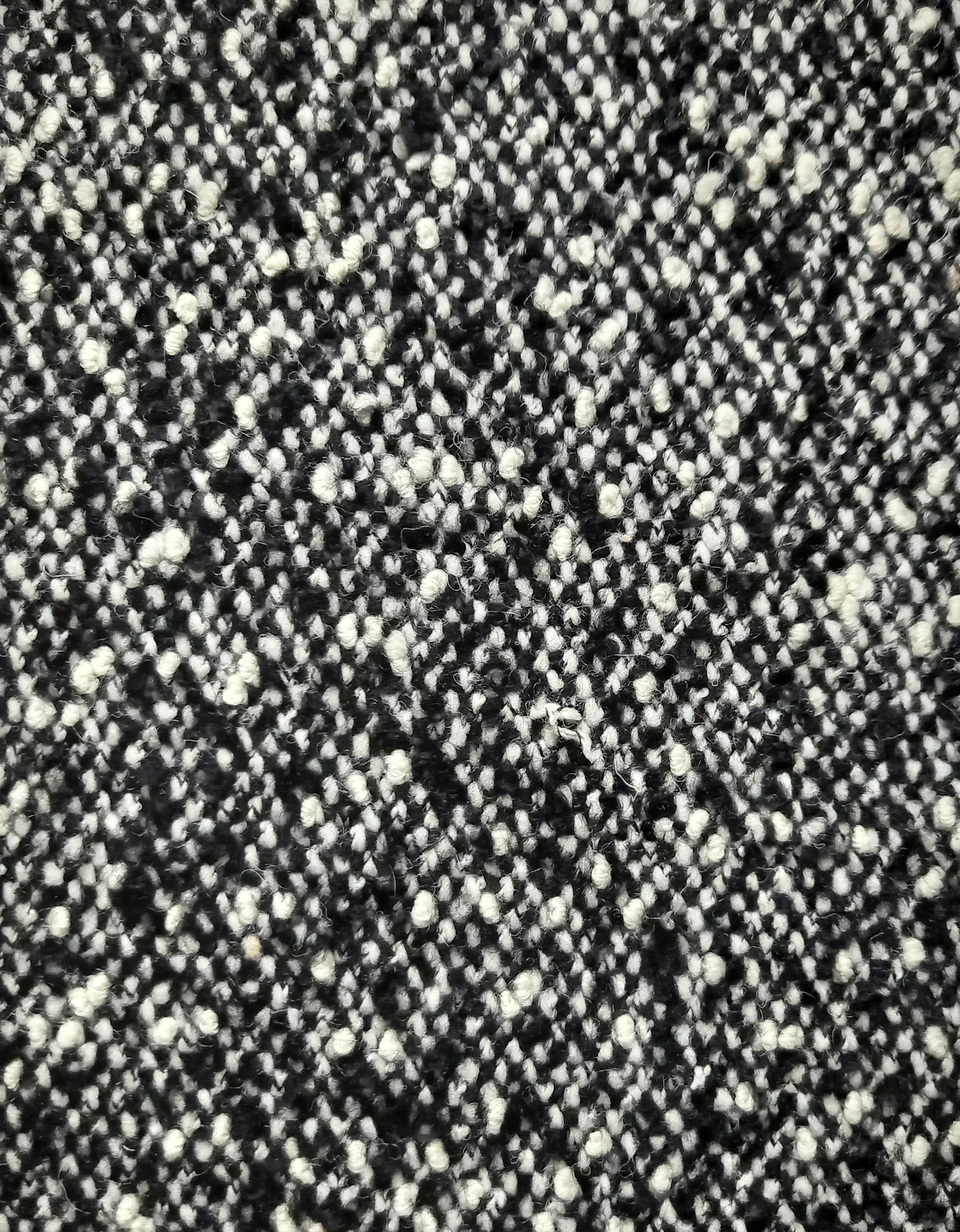
tessuto fil-à-fil

Il fil-à-fil, noto anche come sale e pepe, è un tessuto tinto in filo, realizzato spesso con armatura batavia (2/2), che crea un effetto decorativo a forma di scaletta, alternando un filato più chiaro e uno più scuro, sia in trama sia in ordito. La sua caratteristica è la particolare disposizione dei fili che formano una campitura grafica in contrapposizione di chiaro-scuro; può essere realizzato con filati di tipo laniero, liniero e cotoniero. Questo tessuto adatto per articoli di laneria e drapperia, con cui si realizzano giacche, pantaloni e completi maschili e femminili. In versione cotoniera è invece molto usato nella camiceria.
Il tessuto presenta una superficie leggermente irregolare e screziata, con effetto ottico bicolore indipendentemente dall'armatura che può essere intrecciata a tela, a saia e derivati come il batavia. Può avere un contrasto nero-bianco, viceversa, se il colore dei fili accostati in trama e ordito non differisce molto, avremo una rigatura poco visibile e un generale effetto di falso unito. Il termine "fil-à-fil" indica la disposizione dell'apparecchiatura della stoffa, con nota di colore 1A-1B in ordito e colore unito in trama. Se l'effetto fil-à-fil è ripetuto anche in trama, con alternazione 2A-2B in ambo i sensi, avremo una minuscola quadrettatura. In inglese, la stessa tipologia è chiamata anche "end-on-end" o "thread-by-thread".